# Wariatki (film 2017)
Wariatki (ang. Beaches) – amerykański dramat filmowy z 2017 roku w reżyserii Allison Anders, wyprodukowany przez wytwórnię A+E Studios. Remake filmu z 1988 roku pod tym samym tytułem.

## Fabuła
CC Bloom i Hillary Whitney to dwie dziewczyny, które spotykają się po raz pierwszy na plaży w Venice. Pochodzące z różnych środowisk nastolatki łączy przyjaźń. Mijają lata, a ich życie wydaje się zmierzać w odmiennych kierunkach. CC (Idina Menzel) rozwija swoją aktorską i wokalną karierę, podczas gdy Hillary (Nia Long) kończy studia, zaczyna karierę prawniczki i zakłada rodzinę. Mimo to ich przyjaźń wydaje się najważniejsza. Obie kobiety mogą na siebie liczyć w dobrych i złych chwilach.

## Obsada
- Idina Menzel jako CC Bloom
- Gabriella Pizzolo jako młoda CC Bloom
- Nia Long jako Hillary Whitney
- Grace Capeless jako młoda Hillary Whitney
- Antonio Cupo jako John Pierce
- Barbara Beall jako kostiumograf
- Colin Lawrence jako Bryan
- Sanai Victoria jako Tory Whitney

## Odbiór

### Krytyka
Film Wariatki spotkał się z mieszaną reakcją krytyków. W serwisie Rotten Tomatoes 50% z ośmiu recenzji filmu jest pozytywne (średnia ocen wyniosła 6 na 10). Na portalu Metacritic średnia ocen z 10 recenzji wyniosła 56 punktów na 100.